# 魯金
魯金，（1924年—1995年），祖籍廣東省雲浮市新興縣，在澳門出生，是已故的香港掌故專家，原名梁濤，另有筆名魯言、夏歷、魯佳方、老街方、三繞、夏秋冬等。從事新聞工作五十多年，曾在省、港、澳及戰時的韶關各大報擔任編輯和撰述工作，一向對各地的歷史進行研究。抗戰勝利後來港定居，便長期研究香港歷史，對於香港的民間風俗以及歷史掌故更為用功。用魯言的筆名為廣角鏡出版社寫了十幾種《香港掌故》，亦擔任三聯書店的「古今香港系列」叢書主編，著有《九龍城寨史話》、《港人生活望後鏡》、《中區街道的故事》、《妙言廟宇》、《香港廟趣》、《魯金札記˙中國民間羅漢小史》、《香江舊語》等書。又常在香港中華文化中心和香港協物館主持講座，並為香港歷史文化考察報告的評審委員之一。1992年為市政局編寫《香港街道命名考源》和《九龍街道命名考源》。1995年，於香港逝世。

## 著作
- 《香港東區街道故事》
- 《香港中區街道故事》
- 《 香港西區街道故事》
- 《 九龍街道故事》
- 《 新界及離島區街道故事》
- 《九龍城寨史話》
- 《港人生活望後鏡》
- 《粵曲歌壇話滄桑》
- 《妙言廟宇》
- 《香港廟趣》
- 《魯金札記˙中國民間羅漢小史》
- 《香江舊語》

- 《 香江夜譚》
- 《 香港賭博簡史》